# 萬王之王：耶穌傳
《萬王之王：耶穌傳》（英語：King of Kings）是一部1961年的美國聖經史詩片，由山繆·布榮士敦導演，Samuel Bronston Productions 製片，米高梅擔任發行商。影片講述了耶穌基督的故事，從祂的誕生、事工、釘十字架直至復活。

## 主要角色
- 傑佛瑞·杭特（英语：Jeffrey Hunter） 飾 耶穌
- 希歐晗·麥肯蘭（英语：Siobhán McKenna） 飾 馬利亞
- 勞勃·雷恩 飾 施洗約翰
- 朗·藍道（英语：Ron Randell） 飾 路奇烏斯
- 賀德·哈提菲爾（英语：Hurd Hatfield） 飾 本丟·彼拉多
- 維薇卡·琳德佛絲（英语：Viveca Lindfors） 飾 克勞蒂亞